# Sony Ericsson K510i
A Sony Ericsson K510i egy középkategóriás mobiltelefon. 262 ezer színű TFT LCD kijelzővel van ellátva, felbontása 128x160 pixel. 28 megabájt belső memóriája van (nem bővíthető), 1,3 megapixeles fénykép készítésére alkalmas. Tudja olvasni az RSS-hírcsatornákat, támogatja a 3D-s JAVA-programokat, rendelkezik hátsó hangszóróval, mp3 és AAC-támogatással, képes 3GP formátumú videók felvételére. Infravörös port és Bluetooth egyaránt tartozék. Cserélhető elő-és hátlapos.
A megapixeles fényképezőgép, ellentétben elődeivel, valódi 1280*1024-es képet képes készíteni (tehát nem nagyítja fel a 640*480-ast). Extra funkcióként képes panorámaképet és sorozatképet is csinálni. Nagyobb képeknél kétszeres, kisebbeknél négyszeres digitális zoom segíthet be.
Méretei: 101x44x17 milliméter. Tömege: 82 gramm.

## Külső hivatkozások
- SEria.hu – Sony Ericsson hírek. A magyar Sony Ericsson fórum
- Játékok 128x160-as kijelzőjű telefonokra